# Butcher the Weak
Butcher the Weak är det amerikanska death metal-bandet Devourments andra studioalbum, självutgivet 2005. En ny-inspelad version av albumet med et lite annorlunda cover släpptes 2006 genom skivbolaget Brutal Bands.

## Låtförteckning
1. "Butcher the Weak" – 3:50
2. "Masturbating at the Slab" – 3:43
3. "Serial Cocksucker" – 3:31
4. "Tomb of Scabs" – 3:35
5. "Autoerotic Asphyxiation" – 3:13
6. "Anal Electrocution" – 4:09
7. "Fuck Her Head Off" – 4:00
8. "Babykiller" – 4:28

- Text: Mike Majewski (spår 1, 4–8), Ruben Rosas (spår 2, 3, 7)
- Musik: Mike Majewski/Ruben Rosas

## Medverkande
Musiker (Devourment-medlemmar)
2005-utgåvan
- Ruben Rosas – sång, gitarr
- Mike Majewski – sång, basgitarr
- Eric Park – trummor

2006-utgåvan
- Ruben Rosas – sång, gitarr
- Mike Majewski – sång
- Eric Park – trummor
- Chris Andrews – basgitarr

Bidragande musiker
- Wayne Knupp – sång (spår 5, 2005-utgåvan)

Produktion
- D. Braxton Henry – producent, ljudtekniker, mastering
- Toshihiro Egawa – omslagskonst
- Mike Majewski – omslagskont